# FK Volga Oulianovsk
Maillots
Actualités
Le Volga Oulianovsk (en russe : «Волга» Ульяновск) est un club russe de football basé à Oulianovsk.
Il évolue en troisième division russe depuis la saison 2023-2024.

## Historique
- 1947 : fondation du club sous le nom de Torpedo Oulianovsk
- 1958 : le club est renommé Dinamo Oulianovsk
- 1959 : le club est renommé Spartak Oulianovsk
- 1961 : le club est renommé Volga Oulianovsk
- 1986 : le club est renommé Start Oulianovsk
- 1992 : le club est renommé Tekstilchtchik et est délocalisé à Icheïevka (en)
- 1995 : le club est renommé Volga Oulianovsk
- 2006 : le club est renommé Volga-Energia Oulianovsk
- 2007 : le club est renommé Volga Oulianovsk

## Bilan sportif

### Palmarès
| Période russe | Période soviétique |
| - Coupe de Russie - Quarts de finale : 2023. - Championnat de Russie de D2 - Dix-septième : 2008. - Championnat de Russie de D3 - Vainqueur de groupe : 2007 et 2022. - Championnat de Russie de D4 - Deuxième : 1996. | - Coupe d'Union soviétique - Trente-deuxièmes de finale : 1991. - Championnat d'Union soviétique de D2 - Cinquième : 1947. - Championnat d'Union soviétique de D3 - Vainqueur de groupe : 1967. |

### Classements en championnat
La frise ci-dessous résume les classements successifs du club en championnat d'Union soviétique.
La frise ci-dessous résume les classements successifs du club en championnat de Russie.

### Bilan par saison
Légende
- Promotion en division supérieure
- Relégation en division inférieure

#### Période soviétique
| Saison    | Championnat       | Championnat       | Championnat       | Championnat       | Championnat       | Championnat       | Championnat       | Championnat       | Championnat       | Championnat       | Coupe d'URSS          |
| Saison    | Division          | Pos               | Pts               | J                 | V                 | N                 | D                 | BP                | BC                | Diff              | Coupe d'URSS          |
| --------- | ----------------- | ----------------- | ----------------- | ----------------- | ----------------- | ----------------- | ----------------- | ----------------- | ----------------- | ----------------- | --------------------- |
| 1947      | 2e Russie 1       | 5e                | 25                | 22                | 10                | 5                 | 7                 | 32                | 30                | +2                | Finale Q              |
| 1948-1957 | Championnat local | Championnat local | Championnat local | Championnat local | Championnat local | Championnat local | Championnat local | Championnat local | Championnat local | Championnat local | Championnat local     |
| 1958      | 2e Zone 1         | 15e               | 17                | 30                | 8                 | 1                 | 21                | 36                | 79                | -43               | Quarts de finale Q    |
| 1959      | 2e Zone 5         | 10e               | 21                | 26                | 9                 | 3                 | 14                | 36                | 53                | -17               | —                     |
| 1960      | 2e Russie 4       | 8e                | 25                | 28                | 10                | 5                 | 13                | 43                | 54                | -11               | Finale Q              |
| 1961      | 2e Russie 3       | 12e               | 15                | 23                | 4                 | 7                 | 12                | 26                | 47                | -21               | Finale Q              |
| 1962      | 2e Russie 4       | 13e               | 24                | 30                | 6                 | 12                | 12                | 28                | 43                | -15               | Huitièmes de finale Q |
| 1963      | 3e Russie 2       | 13e               | 29                | 32                | 10                | 9                 | 13                | 38                | 52                | -14               | Huitièmes de finale Q |
| 1964      | 3e Russie 2       | 14e               | 26                | 32                | 10                | 6                 | 16                | 36                | 45                | -9                | Huitièmes de finale Q |
| 1965      | 3e Russie 3       | 6e                | 43                | 38                | 16                | 11                | 11                | 45                | 40                | +5                | —                     |
| 1966      | 3e Russie 2       | 5e                | 41                | 34                | 15                | 11                | 8                 | 53                | 25                | +28               | Huitièmes de finale Q |
| 1967      | 3e Russie 2       | 1er               | 53                | 36                | 22                | 9                 | 5                 | 43                | 11                | +32               | Demi-finales Q        |
| 1968      | 2e Groupe 3       | 16e               | 36                | 40                | 14                | 8                 | 18                | 43                | 58                | -15               | 128es de finale       |
| 1969      | 2e Groupe 2       | 22e               | 26                | 34                | 7                 | 12                | 15                | 22                | 35                | -13               | 64es de finale        |
| 1970      | 3e Zone 3         | 16e               | 36                | 42                | 12                | 12                | 18                | 35                | 50                | -15               | 64es de finale        |
| 1971      | 3e Zone 3         | 8e                | 40                | 38                | 17                | 6                 | 15                | 39                | 38                | +1                | —                     |
| 1972      | 3e Zone 5         | 14e               | 26                | 32                | 9                 | 8                 | 15                | 24                | 41                | -17               | —                     |
| 1973      | 3e Zone 5         | 15e               | 19                | 32                | 8                 | 10                | 14                | 24                | 42                | -18               | —                     |
| 1974      | 3e Zone 4         | 18e               | 31                | 40                | 11                | 9                 | 20                | 38                | 71                | -33               | —                     |
| 1975      | 3e Zone 4         | 13e               | 27                | 32                | 7                 | 13                | 12                | 28                | 37                | -9                | —                     |
| 1976      | 3e Zone 4         | 19e               | 29                | 40                | 10                | 9                 | 21                | 42                | 76                | -34               | —                     |
| 1977-1985 | Club inactif      | Club inactif      | Club inactif      | Club inactif      | Club inactif      | Club inactif      | Club inactif      | Club inactif      | Club inactif      | Club inactif      | Club inactif          |
| 1986      | 3e Zone 3         | 16e               | 15                | 32                | 2                 | 11                | 19                | 22                | 66                | -44               | —                     |
| 1987      | 3e Zone 3         | 14e               | 22                | 32                | 8                 | 6                 | 18                | 18                | 39                | -21               | —                     |
| 1988      | 3e Zone 2         | 17e               | 23                | 32                | 9                 | 5                 | 18                | 19                | 43                | -24               | —                     |
| 1989      | 3e Zone 2         | 6e                | 49                | 42                | 20                | 9                 | 13                | 56                | 30                | +26               | —                     |
| 1990      | 3e Ouest          | 16e               | 37                | 42                | 12                | 13                | 17                | 34                | 45                | -11               | —                     |
| 1991      | 3e Centre         | 19e               | 34                | 42                | 12                | 10                | 20                | 36                | 57                | -21               | 32es de finale        |

#### Période russe
| Saison    | Championnat       | Championnat  | Championnat  | Championnat  | Championnat  | Championnat  | Championnat  | Championnat  | Championnat  | Championnat  | Coupe de Russie     |
| Saison    | Division          | Pos          | Pts          | J            | V            | N            | D            | BP           | BC           | Diff         | Coupe de Russie     |
| --------- | ----------------- | ------------ | ------------ | ------------ | ------------ | ------------ | ------------ | ------------ | ------------ | ------------ | ------------------- |
| 1992      | 3e Zone 5         | 4e           | 45           | 34           | 19           | 7            | 8            | 65           | 31           | +34          | —                   |
| 1993      | 3e Zone 3         | 9e           | 33           | 34           | 11           | 11           | 12           | 27           | 30           | -3           | —                   |
| 1994      | 4e Zone 5         | 10e          | 30           | 32           | 10           | 10           | 12           | 39           | 42           | -3           | —                   |
| 1995      | 4e Zone 5         | 8e           | 34           | 28           | 9            | 7            | 12           | 33           | 35           | -2           | —                   |
| 1996      | 4e Zone 5         | 2e           | 67           | 30           | 20           | 7            | 3            | 63           | 14           | +49          | —                   |
| 1997      | 3e Centre         | 10e          | 57           | 40           | 16           | 9            | 15           | 40           | 37           | +3           | 256es de finale     |
| 1998      | 3e Povoljié       | 11e          | 52           | 36           | 15           | 7            | 14           | 36           | 41           | -5           | Seizièmes de finale |
| 1999      | 3e Povoljié       | 3e           | 63           | 34           | 19           | 6            | 9            | 49           | 33           | +16          | 128es de finale     |
| 2000      | 3e Povoljié       | 3e           | 70           | 34           | 22           | 4            | 8            | 61           | 29           | +32          | 256es de finale     |
| 2001      | 3e Povoljié       | 2e           | 80           | 34           | 24           | 8            | 2            | 67           | 12           | +55          | 32es de finale      |
| 2002      | 3e Povoljié       | 2e           | 73           | 32           | 22           | 7            | 1            | 67           | 17           | +50          | 64es de finale      |
| 2003      | 3e Oural-Povoljié | 4e           | 79           | 38           | 24           | 7            | 7            | 58           | 21           | +37          | 64es de finale      |
| 2004      | 3e Oural-Povoljié | 9e           | 54           | 36           | 14           | 12           | 10           | 50           | 40           | +10          | 256es de finale     |
| 2005      | Club inactif      | Club inactif | Club inactif | Club inactif | Club inactif | Club inactif | Club inactif | Club inactif | Club inactif | Club inactif | 32es de finale      |
| 2006      | 4e Privoljié      | 3e           | 48           | 26           | 15           | 3            | 6            | 37           | 14           | +23          | —                   |
| 2007      | 3e Oural-Povoljié | 1er          | 55           | 26           | 17           | 4            | 5            | 37           | 22           | +15          | —                   |
| 2008      | 2e                | 17e          | 49           | 42           | 15           | 4            | 23           | 50           | 65           | -15          | 64es de finale      |
| 2009      | 3e Oural Povoljié | 4e           | 55           | 30           | 15           | 10           | 5            | 45           | 27           | +18          | 32es de finale      |
| 2010      | 3e Oural Povoljié | 11e          | 26           | 26           | 6            | 8            | 12           | 19           | 29           | -10          | 256es de finale     |
| 2011-2012 | 3e Oural Povoljié | 3e           | 73           | 39           | 22           | 7            | 10           | 54           | 31           | +13          | 128es de finale     |
| 2011-2012 | 3e Oural Povoljié | 3e           | 73           | 39           | 22           | 7            | 10           | 54           | 31           | +13          | Seizièmes de finale |
| 2012-2013 | 3e Oural Povoljié | 3e           | 52           | 28           | 15           | 7            | 6            | 37           | 17           | +20          | Seizièmes de finale |
| 2013-2014 | 3e Oural Povoljié | 2e           | 60           | 27           | 19           | 3            | 5            | 40           | 23           | +17          | 64es de finale      |
| 2014-2015 | 3e Oural Povoljié | 6e           | 38           | 25           | 8            | 14           | 3            | 29           | 16           | +13          | 32es de finale      |
| 2015-2016 | 3e Oural Povoljié | 6e           | 35           | 27           | 10           | 5            | 12           | 33           | 32           | +1           | 128es de finale     |
| 2016-2017 | 3e Oural Povoljié | 6e           | 31           | 24           | 8            | 7            | 9            | 23           | 25           | -2           | Seizièmes de finale |
| 2017-2018 | 3e Oural Povoljié | 7e           | 41           | 24           | 12           | 5            | 7            | 33           | 17           | +16          | 64es de finale      |
| 2018-2019 | 3e Oural Povoljié | 4e           | 37           | 25           | 11           | 4            | 10           | 26           | 25           | +1           | 64es de finale      |
| 2019-2020 | 3e Oural Povoljié | 8e           | 20           | 17           | 6            | 2            | 9            | 19           | 26           | -7           | 64es de finale      |
| 2020-2021 | 3e Groupe 4       | 4e           | 59           | 28           | 18           | 5            | 5            | 45           | 15           | +30          | Phase de groupes    |
| 2021-2022 | 3e Groupe 4       | 1er          | 62           | 28           | 18           | 8            | 2            | 57           | 20           | +37          | 64es de finale      |
| 2022-2023 | 2e                | 18e          | 30           | 34           | 6            | 12           | 16           | 23           | 41           | -18          | Quarts de finale    |
| 2023-2024 | 3e Or             | 7e           | 23           | 18           | 6            | 5            | 7            | 15           | 18           | -3           | 64es de finale      |

## Entraîneurs
La liste suivante présente les différents entraîneurs du club depuis 1947.
- Vassili Iepichine (1947)
- Nikolaï Medvedev (1958)
- Vassili Kourov (1958)
- Stanislav Leouta (1959)
- Sergueï Edoukariants (1960)
- Viatcheslav Koulintchenko (1960)
- Boris Sokolov (1961)
- Vladislav Mikhaïlovski (1962-1970)
- Nikolaï Gounine (1970)
- Nikolaï Michine (1971-1976)
- Aleksandr Koroliov (1986)
- Ievgueni Iepifanov (1986)
- Aleksandr Ivanov (1986-1987)
- Anatoli Teslev (1987-1988)
- Aleksandr Koroliov (1989-1990)
- Vassili Pichtchouline (1991)
- Sergueï Sedychev (janvier 1995-décembre 1996)
- Sergueï Sedychev (janvier 1999-décembre 2004)
- Sergueï Sedychev (janvier 2006-juin 2010)
- Dmitri Nikolaïev (2010)
- Vladimir Ievsioukov (2011)
- Armen Adamyan (juin 2011-juin 2012)
- Konstantin Galkine (juin 2012-juin 2013)
- Sergueï Sedychev (juin 2013-mai 2019)
- Sergueï Gounko (juin 2019-décembre 2019)
- Rinat Aïtov (depuis décembre 2019)

## Identité visuelle

Ancien logo
Logo actuel